# Tribun
Tribunii erau persoane alese de plebei, odata în an, care prezentau interese poporului Senatului. Reprezentanți ai plebei au fost frații Tiberius și Gaius Gracchus. Tribunii aveau dreptul de a adopta legi, ei dispuneau și de dreptul de "veto"; dacă un tribun se folosea de dreptul de veto atunci legea nu era adoptată.